# 洛苏
洛苏（法語：Laussou，法語發音：[losu]）是法国洛特-加龙省的一个市镇，属于洛特河畔新城区。

## 地理
洛苏（44°33'34"N, 0°47'11"E）面积17.15 平方千米，位于法国新阿基坦大区洛特-加龍省，该省份为法国西南部内陆省份，北起多爾多涅省，西接吉倫特省和朗德省，南至热尔省，东临塔恩-加龙省和洛特省。
与洛苏接壤的市镇（或旧市镇、城区）包括：蒙弗朗坎、代维亚克、波利亚克、圣艾蒂安-德维勒雷阿勒、圣厄特罗普德博恩。

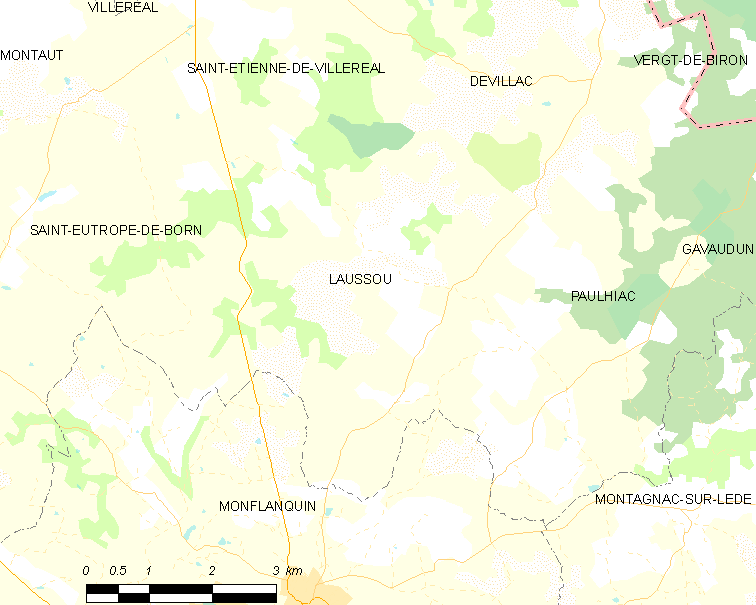
洛苏的OSM定位图

洛苏的时区为UTC+01:00、UTC+02:00（夏令时）。

## 行政
洛苏的邮政编码为47150，INSEE市镇编码为47141。

## 政治
洛苏所属的省级选区为上阿日奈-佩里戈尔县。

## 人口

1962-2008年间洛苏人口变化图示

洛苏于2022年1月1日时的人口数量为275人。